# 世界から猫が消えたなら
『世界から猫が消えたなら』（せかいからねこがきえたなら）は、川村元気の小説。

## 概要
1匹の猫と共に暮らす男性郵便配達員が主人公。著者の川村が、幼い頃に飼っていた猫が突然姿を消した体験と大人になってから携帯電話をなくした体験、それぞれの時に感じたことから着想を得て、構想に約1年、執筆に約半年が費やされた末に完成した。基本的にはファンタジーであるが、家族のかたちを描いたドキュメンタリーの要素もあり、読者の誰もが自分に置き換えて入りこめるようにとあえて登場人物は“僕”や“彼女”にして個人名を付けず、川村は自分を主人公に置き換えてひたすらシミュレーションしながら執筆したという。
LINE公式アカウントで初の連載小説として発表され、2012年10月25日にマガジンハウスから単行本が刊行された。2013年本屋大賞にノミネートされ、8位（145.5点）となった。
2013年7月20日にはラジオドラマとして放送された。2014年9月18日に小学館から文庫版が刊行され、同時に実写映画化されることが発表される。映画は2016年5月14日に全国東宝系で公開。
『花とゆめ』（白泉社）では2015年2号から、雪野下ろせによるコミカライズ版の新連載が始まった。それ以前に『花とゆめ 文系少女』で発表、単行本も刊行された。
2016年3月時点で単行本・文庫本の累計部数が101万5000部を記録。また、中国・台湾・韓国でも翻訳されて販売されている。

## あらすじ
月曜日。体調不良に悩まされていたが、ただの風邪だと思っていた「僕」は医者の診察を受けた。そして進行した脳腫瘍であると告知された。家に戻ると、自分そっくりの容姿の「悪魔」を名乗る者が現れる。悪魔は、「世界からひとつなにかを消すと、1日寿命が伸びる」と告げ、僕の周囲にある「物」を消し去ることを提案してくる。そして、最初にその時たまたま使っていた「電話」をこの世界から消すことにする。悪魔は電話を消す前に最後に1度だけ電話を使ってもいいということになり、3年前まで付き合っていた元「彼女」に電話をかけた。
火曜日。僕は彼女との待ち合わせの場所に向かう。彼女と再会し、かつての思い出話や僕の両親たちのことを語りあって、彼女からいくつかの質問をされる。その質問の答えのひとつ「好きな場所」が映画館にあることを思い出し、それを彼女に伝えようとするも電話は消してしまったことに気づく。そして、付き合い始めの頃に携帯電話を持っていなかった彼女とうまく連絡できなかったことを思い出し、当時の彼女の心境を感じることとなる。そして家に帰ると悪魔は、次は「映画」を世界から消してしまおうと提案してきた。
水曜日。最後に見る映画を選ぶため僕は友人（タツヤ）の勤めるレンタルビデオ屋に向かう。友人とのやり取りから『ライムライト』のDVDをレンタルしてきたはずだったがディスクは入れ忘れられていて、作品を見ることができなくなった。そして僕は映画館に勤める彼女の元を訪れ、2時間空白のスクリーンを鑑賞する。真っ白なスクリーンを見つめる僕の心の中には、かつて家族で鑑賞した『E.T』のストーリーと、当時の仲の良かった家族のことが思い浮かんでいて、癌で死んだ母、疎遠になっている父について思いをめぐらせる。
木曜日。悪魔の次の提案は、世界から「時計（時間）」を消すことになった。そのことにより時計屋を営む父のことが気になっていたが、その日から僕の飼い猫の「キャベツ」が人間の言葉でしゃべるようになっていたことに気を取られる。キャベツにせがまれ散歩に出かけると、時間という物に捕らわれず日々の日課をこなして行くキャベツの姿から人間がいかに時間に追われ縛られる生活を送っているかに気づかされつつも、キャベツが自分（猫）を拾って来た死んだ母のことをまったく覚えていないことに驚く。そして僕はキャベツに母のことを語るため、僕と父と母とキャベツの3人と1匹で行った最後の家族旅行の写真を見つめ、母の最後の時の出来事を振り返る。
金曜日。悪魔は、世界から「猫」を消すことを提案する。僕はキャベツの前に飼っていたが癌で死んだ猫「レタス」のことを回想し、レタスと同じように母も癌によって死を迎えたことを振り返る。そして世界から猫を消すことは自分の家族とその記憶を消し去ってしまうことだと思い、僕は世界から猫を消すことに迷いを覚える。決断の前にキャベツの姿を見ようとするも家にキャベツはおらず、街中を駆け回り彼女の勤める映画館にその姿を見つける。映画館で再会した彼女は、僕の母親より生前に預かったという手紙を取り出し僕に渡す。そしてその手紙を読んだ僕は母の思いを知る。夢か現か、キャベツが再び喋り出した。「お代官様には、生き続けて欲しい。拙者は、お代官様のいない世界でこれから生きていくのは辛いのでござる」嫌がる僕にキャベツは昔、母が僕にかけた「ちょっとした魔法」を僕にかけてみせた。
土曜日。僕は世界から「猫」を消さないと選択した。そして僕は最後の日に備えるため身支度を始める。片付けの最中見つけた思い出の詰まった箱を見つめ、こどもの頃のことや両親のことをあらためて振り返る。そして父に宛てて手紙を書くことを決める。
日曜日。父宛ての手紙を書き終え、その手紙をポストに投函する。そしてキャベツを預けるため隣町の父の元へ向かう。

## 登場人物
僕
30歳。キャベツという名の猫と暮らしながら、郵便配達員として働いている。
しばらく調子が悪く、病院へ行くと余命1週間の末期の脳腫瘍だと告げられる。
昔、母を亡くしてから父と一切話さなくなった。
悪魔
余命1週間と告げられた僕の目の前に現れた僕にそっくりな悪魔。通称「アロハ」。いつも柄の違うアロハシャツを着た、喋り方が軽薄な悪魔。僕と見た目は同じだが性格は正反対。一人称は「アタシ」。
僕に世界から何かを消す代わりに1日命を与える事を提案する。
悪魔にある残忍なイメージはないが、冷淡さは持つ。猫好きでウインクが下手。お菓子のきのこの山が大好きで、消す事を提案したくせに「こんな美味しいもの消せない！」と駄々をこねた。
彼女
僕が大学時代に付き合っていた恋人。映画好きで、今は映画館で働いている。どこか男らしくサバサバとした性格。
僕の余命を知っても涙を流さず「ふ〜ん、そうなの？」と軽く流した。僕が思い出を聞き出すと「トイレの回数が多くて男のくせに長かった」「ため息多すぎた」「お酒が全然飲めなかった」「電話では散々しゃべるくせに、会うと全然喋らなかった」と愚痴ばかり言ってきた。
僕の母と仲が良く、生前はよく2人で遊びに行っており、別れて3年経った後に亡くなった母の葬儀にも参列した。
僕と別れた理由は卒業旅行のブエノスアイレスの事件がきっかけだった。
親友
通称「ツタヤ」。近所の老舗のレンタルビデオ屋で働く中学からの親友。TSUTAYAで働いているわけではなく、映画事典のように映画に詳しいためあだ名が「ツタヤ」なだけ。10年以上レンタルビデオ屋で働き、人生の半分をレンタルビデオ屋で過ごし、残りの半分は映画を観ている100%全身映画オタク。普段は目も合わせず喋る時には必ず吃るが、映画の話になると流暢になる。
ツタヤに僕の死を伝えると酷く動揺し、共に映画を探す際に精一杯の言葉で「考えるな！ 感じろ！」と奮い立たせた。『ライムライト』を借りた時に耐えきれず号泣し、僕に「とにかく生きていて欲しい」と伝えた。
キャベツ（猫）
母が拾ってきた猫。先代のレタスにそっくりの、丸くて白と黒とグレーのアンサンブルが見事な猫。悪魔のサービスで木曜に喋り出すようになった。一人称は「拙者」。僕は「お代官様」と呼び、「〜でござるよ」と喋る。
母と毎日時代劇を観た影響と思われる。しかし、母のことは全く覚えていなかった。
僕に対して日頃の不満を言い、さらに猫独特の感性で「花に名前を付けるのはおかしい。花は全部花でいいじゃないか」とロミオとジュリエットのような事を考えている。僕を愛しており、僕のいない世界に価値を見出せないと言い、自らを消す事を提案する。

## 書籍

### 小説
- 『世界から猫が消えたなら』（川村元気・著、マガジンハウス、2012年10月25日） ISBN 978-4838725021
- 『世界から猫が消えたなら』（川村元気・著、小学館文庫、2014年9月18日） ISBN 978-4094060867
- 『世界から猫が消えたなら』（川村元気・著、小学館ジュニア文庫、2016年4月20日）ISBN 978-4092308466

### コミックス
- 川村元気（原作）・雪野下ろせ（作画） 『世界から猫が消えたなら』 白泉社〈花とゆめコミックス〉、全4巻
  1. 2014年6月20日発売、ISBN 978-4-592-21361-1
  2. 2015年7月17日発売、ISBN 978-4-592-21362-8
  3. 2016年2月19日発売、ISBN 978-4-592-21363-5
  4. 2016年4月20日発売、ISBN 978-4-592-21364-2

## ラジオドラマ
NHK-FM「FMシアター」で2013年7月20日に放送された（全1回）。妻夫木聡は本作がラジオドラマ初挑戦である。

### キャスト（ラジオドラマ）
- 僕 / 悪魔（2役） - 妻夫木聡
- 彼女 - 貫地谷しほり
- 父（時計職人） - 國村隼
- 母 - 大沢逸美
- キャベツ（猫） - 木戸衣吹
- 達淳一

### スタッフ（ラジオドラマ）
- 原作 - 川村元気
- 脚色 - 原田裕文
- 音楽 - 世武裕子
- 演出 - 倉崎憲
- 技術 - 西田俊和
- 音響効果 - 木村充宏

## オーディオブック
2015年にオーディオブック配信サービスの「FeBe」でオーディオブック版が販売された。主演およびナレーションは、原作者の指名で小野大輔が務める。第6回オーディオブックアワードにおいて、2015年で最も輝いた作品に贈られるオーディオブック・オブ・ザ・イヤーを受賞した。

### キャスト（オーディオブック）
- 朗読＆僕＆アロハ - 小野大輔[15]
- 母 - 氷上恭子
- 父 - ふくまつ進紗
- 元彼女 - 松浦チエ
- キャベツ - 高野麻里佳
- ツタヤ - 坂巻学

### スタッフ（オーディオブック）
- 原作 - 川村元気『世界から猫が消えたなら』
- 音響監督 - 望月鷹裕

## 映画
2016年5月14日に東宝の配給で全国290スクリーンで公開された。原作者の川村がキャスティングにも携わっており、監督も川村が好きな満島ひかり出演で中島みゆきの「ファイト!」を歌って話題になったカロリーメイトのCMを制作した永井聡ならこの世界観を成立させてくれるだろうと自らオファーした。
2014年10月8日に函館でクランクイン。小樽や室蘭、東京都内での撮影を経てアルゼンチンのブエノスアイレスで海外ロケを敢行し、2014年11月22日に世界三大瀑布の1つであるイグアスの滝でクランクアップした。原作にある“猫が話す”という設定は無くなり、川村が好きなティム・バートン監督の映画『ビッグ・フィッシュ』をはじめとした名作映画のセリフが随所に盛り込まれている。ちなみに劇中で濱田岳が演じるタツヤが勧める『太陽を盗んだ男』や『ブエノスアイレス』などの映画も川村の好みが反映されているという。
主題歌「ひずみ」のミュージックビデオは同じく永井が監督を務めた映画のスピンオフとなっており、佐藤演じる“僕”とその飼い猫・キャベツも出演している。
公開初日2日間で動員14万1691人、興収1億8470万9900円記録し、映画観客動員ランキング（興行通信社調べ）で初登場第3位となった。

### キャスト（映画）
- 僕 / 悪魔（2役）[22] - 佐藤健
- 彼女 - 宮崎あおい
- タツヤ - 濱田岳
- トムさん - 奥野瑛太
- ミカ - 石井杏奈
- 愛甲朔也
- 黒沢光春
- 齋藤雅彰
- 高橋里央
- 高瀬アラタ
- 橋本明毅
- 森レイ子
- 須賀紀子
- 臼井志保
- 工藤としき
- 望月智弥
- 吉田佳世
- 秋田交彩
- 井原祐子
- 中和実優
- 戸井田稔
- CLAUDIA FERNANDEZ
- GUILLERMO FERRER
- MATIAS FEIGIN
- HUGO PAGANO
- MAURO CAIAZZA
- VICTORIA SCOLARI
- 父 - 奥田瑛二
- 母 - 原田美枝子
- キャベツ - パンプ[23][注釈 1]

### スタッフ（映画）
- 製作 - 市川南
- 共同製作 - 岩田天植、久保雅一、畠中達郎、石川康晴、鉄尾周一、坂本健、水野道訓、髙橋誠、宮本直人、吉川英作
- エグゼクティブ・プロデューサー - 山内章弘
- プロデューサー - 春名慶、澁澤匡哉
- 原作 - 川村元気「世界から猫が消えたなら」[19]
- 脚本 - 岡田惠和
- 撮影 - 阿藤正一
- 照明 - 高倉進
- 映像技術 - 千葉清美
- 特機 - 奥田悟
- 美術 - 杉本亮
- 装飾 - 渡辺大智
- スタイリスト - 伊賀大介
- 衣装 - 荒木里江
- ヘアメイク - 荒井智美
- 録音 - 郡弘道
- 音響効果 - 齋藤昌利
- スクリプター - 工藤みずほ
- VFXスーパーバイザー - 神田剛志
- 編集 - 今井剛
- プロダクション統括 - 佐藤毅
- ラインプロデューサー - 鈴木嘉弘
- キャスティング - 田端利江
- 制作担当 - 藤原恵美子
- 助監督 - 藤江儀全
- 技術コーデイネーター - 平良榮章
- スタントコーディネーター - 吉田浩之
- リギングコーディネーター - 福嶌徹
- 医療指導 - 依田茂樹
- 音楽 - 小林武史
- 音楽プロデューサー - 北原京子
- VFXプロデューサー - 土屋真治
- 製作 - 映画「世界から猫が消えたなら」製作委員会（東宝、博報堂DYメディアパートナーズ、小学館、アミューズ、ストライプインターナショナル、マガジンハウス、ローソンHMVエンタテイメント、ソニー・ミュージックエンタテインメント、KDDI、GYAO、日本出版販売）
- 制作協力 - ドラゴンフライ
- 製作プロダクション - 東宝映画
- 監督 - 永井聡
- 配給 - 東宝[注釈 1]

### 音楽（映画）
主題歌「ひずみ」
歌 - HARUHI（Sony Music Labels Inc.）
劇中使用曲「Metropolis Ⅲ.Furioso Die Überflutung」
作曲 - GOTTFRIED HUPPERTZ

### 関連商品

#### 書籍
- 「世界から猫が消えたなら」オフィシャルフォトブック（2016年4月21日発売、小学館）[26] ISBN 978-4091032362
- 「世界からボクが消えたなら」[27]映画「世界から猫が消えたなら」キャベツの物語（2016年3月16日発売、小学館ジュニア文庫、著／涌井学） ISBN 978-4092308619
- 「世界からボクが消えたなら」[28]映画「世界から猫が消えたなら」キャベツの物語（2016年5月7日発売、小学館文庫 ePub、著／涌井学） ISBN 978-4094062878

#### その他
- 「世界から猫が消えたなら」オリジナルサウンドトラック 音楽：小林武史 (ソニーAICL-3089) [29]

1. Theme of SEKANEKO1
2. 路面電車
3. 突然の予告
4. 表と裏
5. HEART OF WOMAN
6. Disappearance
7. Film’s spirit
8. Disappearance2
9. 違う日常
10. フォルテーニョ
11. Sound of Time
12. 汽水域
13. キャベツ
14. Letter from mother
15. 朝の光
16. Theme of SEKANEKO2
17. Flag
18. ひずみ 歌：HARUHI
- 「世界から猫が消えたなら」公開記念 ごろごろにゃんすけ×ナタリーストア[30]

### タイアップ
- 参天製薬 ソフトサンティア - 「世界から涙が消えたなら」[31]
- いなば食品 - タイアップCMを4月 - 5月にオンエア[32][33]

## 音楽朗読劇
2021年10月7日から10日まで東京・六行会ホールにて音楽朗読劇が公演された。

### キャスト（音楽朗読劇）
- 僕 - 仲田博喜
- 悪魔 - 法月康平
- ピアニスト - 金森大
- 森口瑤子（声の出演）※友情出演
- 武田莉奈（影の出演）

### スタッフ（音楽朗読劇）
- 原作 - 川村元気「世界から猫が消えたなら」/ 小学館
- 脚本 - 鈴木智晴（劇団東京都鈴木区）
- 演出 - 林明寛
- 音楽監督・作曲 - 谷真人
- 美術 - 松本わかこ
- 映像 - 川崎貴司
- 照明 - 増田隆芳（ブライト）
- 音響 - 高橋秀雄
- 舞台監督 - 中島透
- 演出助手 - 雪原千歳
- デザイン - 矢野啓太（toyvox）
- 制作 - 田加井愛穂
- 主催 - ジェイナピ合同会社

## 朗読劇
2022年6月18日から30日までシアター1010にて朗読劇が上演され、各回Vimeoで配信も行われた。
2023年12月13日から17日までこくみん共済 coop ホール／スペース・ゼロにて再演され、各回Vimeoで配信も行われた。（各回20日後までアーカイブ配信）

### キャスト（2022年朗読劇）
|               | 僕         | 悪魔       | 彼女       | 親友                   | 猫（キャベツ） |
| ------------- | ---------- | ---------- | ---------- | ---------------------- | -------------- |
| 6/18(土)14:00 | 梶裕貴     | 駒田航     | 山下七海   | 中島ヨシキ             | 土田玲央       |
| 6/18(土)19:00 | 梶裕貴     | 西山宏太朗 | 山下七海   | 土田玲央               | 駒田航         |
| 6/19(日)14:00 | 中島ヨシキ | 天﨑滉平   | 山下七海   | 土田玲央               | 洲崎綾         |
| 6/19(日)18:00 | 天﨑滉平   | 土田玲央   | 山下七海   | ランズベリー・アーサー | 濱健人         |
| 6/22(水)18:30 | 佐々木望   | 高崎翔太   | 青山なぎさ | 檜山修之               | 飯田里穂       |
| 6/24(金)18:30 | 細谷佳正   | 濱健人     | 飯田里穂   | 高崎翔太               | 星南のぞみ     |
| 6/25(土)14:00 | 佐々木望   | 緒方恵美   | 田中美海   | 沢城千春               | 山下七海       |
| 6/25(土)18:00 | 緒方恵美   | 佐々木望   | 田中美海   | 沢城千春               | 山下七海       |
| 6/26(日)14:00 | 和田琢磨   | 林勇       | 上田瞳     | 米内佑希               | 伊藤彩沙       |
| 6/26(日)18:00 | 緒方恵美   | 檜山修之   | 上田瞳     | 林勇                   | 下田麻美       |
| 6/27(月)14:00 | 和田琢磨   | 置鮎龍太郎 | 星南のぞみ | 沢城千春               | 田中美海       |
| 6/29(水)18:30 | 浅沼晋太郎 | 土田玲央   | 伊藤かな恵 | 伊万里有               | 青山なぎさ     |
| 6/30(木)17:30 | 神尾晋一郎 | 緒方恵美   | 藤田咲     | 土田玲央               | 大平峻也       |

※「彼女」役と「親友」役のキャストは主人公「僕」の母親と父親の台詞も担当。

### スタッフ（2022年朗読劇）
- 原作：川村元気（「世界から猫が消えたなら」マガジンハウス刊）
- 脚本・演出：村井雄(KPR／開幕ペナントレース)
- 美術：竹邊奈津子
- 舞台監督：中西輝彦／浅見拓
- 照明：鶴田美鈴
- 音響：野中明
- 衣裳：雲出三緒
- ヘアメイク：dot
- 演出助手：宮内愛実
- 宣伝美術：Flyer-ya
- WEB制作：EASTEND CREATIVE
- 制作：OfficeENDLESS
- プロデューサー：下浦貴敬

### キャスト（2023年朗読劇）
|                | 僕         | 悪魔       | 彼女         | 親友       | 猫（キャベツ） |
| -------------- | ---------- | ---------- | ------------ | ---------- | -------------- |
| 12/13(水)18:30 | 緒方恵美   | 平野良     | 諏訪彩花     | 君沢ユウキ | 藤田咲         |
| 12/14(木)13:00 | 廣瀬大介   | 置鮎龍太郎 | 土屋李央     | 坂田将吾   | 下田麻美       |
| 12/14(木)18:30 | 梶裕貴     | 置鮎龍太郎 | 小岩井ことり | 市川太一   | 伊駒ゆりえ     |
| 12/15(金)13:00 | 緒方恵美   | 安西慎太郎 | 小松未可子   | 土田玲央   | 藤原夏海       |
| 12/15(金)18:30 | 増田俊樹   | 緒方恵美   | 遠野ひかる   | 土田玲央   | 小林ゆう       |
| 12/16(土)13:00 | 佐々木望   | 沢城千春   | 加藤英美里   | 峯田大夢   | 安野希世乃     |
| 12/16(土)17:00 | 佐藤信長   | 佐々木望   | 安野希世乃   | 沢城千春   | 加藤英美里     |
| 12/17(日)13:00 | 石谷春貴   | 山下誠一郎 | 古賀葵       | 村瀬歩     | 井澤詩織       |
| 12/17(日)17:00 | 山下誠一郎 | 濱健人     | 大久保瑠美   | 村瀬歩     | 小松未可子     |

### スタッフ（2023年朗読劇）
- 原作：川村元気（「世界から猫が消えたなら」小学館文庫刊）
- 脚本・演出：村井雄（KPR／開幕ペナントレース））

- 美術：竹邊奈津子
- イラスト協力：たてやまかな子
- 舞台監督：中西輝彦／浅見拓
- 演出部：小林勇太／浜田麻愉
- 大道具：(有)プランニング・アート
- 照明：鶴田美鈴
- 音響：野中明
- 衣裳：齊藤あかね
- 演出助手：高島紀彦
- 制作協力：來生藍、伊藤沙耶
- マネジメント協力：ブリーズアーツ／株式会社ハルエンターテイメント／Pasture／アーツビジョン／ケッケコーポレーション／青二プロダクション／大沢事務所／ヴィムス／ピアレスガーベラ／81プロデュース／G-STAR.PRO／ヒラタオフィス／トイズファクトリー／響／ホーリーピーク／INSPIRE／ステイラック／スターダストプロモーション／Leading／AYRTON／アスターナイン／ボイスキット／賢プロダクション
- 宣伝美術：Flyer-ya
- WEB制作：EASTEND CREATIVE
- 制作：OfficeENDLESS
- アシスタントプロデューサー：原美幸(OfficeENDLESS)／木原綺良々(OfficeENDLESS)
- プロデューサー：下浦貴敬(OfficeENDLESS)